# Translucence
Translucence è un album post punk del 1981, primo lavoro solista di Poly Styrene, frontwoman di uno dei gruppi pionieri del punk rock, gli X-Ray Spex.

## Tracce
1. Dreaming – 3:48
2. Toytown – 3:21
3. Sky Diver – 4:10
4. Day That Time Forgot – 3:30
5. Shades – 3:20
6. Essence – 3:32
7. Hip City – 3:02
8. Bicycle Song – 2:32
9. Sub-tropical – 3:04
10. Translucent – 3:12
11. Age – 3:09
12. Goodbye – 3:47